# Simití
Simití ist eine Gemeinde (municipio) im Departamento Bolívar im Norden von Kolumbien.

## Geographie
Simití liegt im Süden von Bolívar in der Subregion Magdalena Medio an der Ciénaga de Simití, einem Feuchtgebiet, und hat eine Durchschnittstemperatur von 24 bis 32 °C. An die Gemeinde grenzen im Norden Morales, im Osten Puerto Wilches im Departamento de Santander, im Süden San Pablo und im Westen Santa Rosa del Sur.

## Demographie
Die Gemeinde Simití hat 21.620 Einwohner, von denen 11.357 im städtischen Teil (cabecera municipal) der Gemeinde leben (Stand: 2019).

## Geschichte
Simití wurde 1535 von Antonio Lebrija gegründet.

## Wirtschaft
Der wichtigste Wirtschaftszweig von Simití ist die Landwirtschaft. Insbesondere werden Mais, Maniok, Bananen, Reis, Bohnen und Kakao angebaut. Zudem spielt Tierhaltung eine wichtige Rolle. Die Grundlage der Wirtschaft der meisten Familien ist aber die Fischerei, auch wenn diese unter der schlechter werdenden Wasserqualität der Ciénaga (Feuchtgebiet) und ungeeigneten Fangmethoden leidet.

## Sehenswürdigkeiten
Die Kirche Templo doctrinero de San Antonio de Padua wurde 1993 zum kolumbianischen Nationalerbe erklärt.